# Final Destination (álbum)
Final Destination (en español: Destino final) es el álbum de estudio debut del grupo de rock alternativo japonés Coldrain. Fue publicado el 28 de octubre de 2009 bajo el sello discográfico VAP. Contiene tres sencillos, dos de ellos publicados previamente como maxi, «Fiction» y «8AM», este último incluido como canción de cierre en el anime Hajime No Ippo: New Challenger.

## Concepto
Luego de vender 2 000 copias hechas a mano de sus conciertos, fueron firmados por el sello VAP, una subsidiaria de Nippon Television. Con esta reputación como una banda en directo enérgica, el sonido para su debut va alternando entre ruidoso a melódico, mientras que en sus letras hay un contenido más expresivo y romántico, presente en canciones como «Painting», «Just Tonight» y «Déjà Vu».
En reseñas relacionadas, se destacaron otros conceptos explorados, como la vida cotidiana en trabajo («Someday») y los engaños transmitidos por televisión («Counterfeits & Lies»). Por su parte, Gekirock describe al álbum como “un samurái que sigue el camino de la espada [con] un sonido que puede describirse con orgullo como de Japón”.

## Lista de canciones
Todas las letras escritas por Masato Hayakawa, excepto donde se indique.
| N.º   | Título                 | Escritor(es)                             | Duración |  |
| 1.    | «Final Destination»    |                                          | 3:23     |  |
| 2.    | «Counterfeits & Lies»  | Hayakawa · Ryo Yokochi · Kazuya Sugiyama | 3:33     |  |
| 3.    | «Someday»              | Hayakawa · Yokochi · Sugiyama            | 3:59     |  |
| 4.    | «Fiction» (Album Ver.) |                                          | 3:29     |  |
| 5.    | «Just Tonight»         |                                          | 3:20     |  |
| 6.    | «24-7»                 | Hayakawa · Sugiyama                      | 3:03     |  |
| 7.    | «Doors»                |                                          | 3:25     |  |
| 8.    | «Déjà Vu»              | Hayakawa · Sugiyama                      | 4:17     |  |
| 9.    | «Survive»              | Hayakawa · Sugiyama                      | 3:32     |  |
| 10.   | «My Addiction»         |                                          | 4:19     |  |
| 11.   | «Painting»             |                                          | 3:33     |  |
| 12.   | «8AM» (Album Ver.)     |                                          | 3:27     |  |
| 43:20 |                        |                                          |          |  |

## Personal
Coldrain
- Masato - voz
- Y.K.C - guitarra
- Sugi - guitarra
- RxYxO - bajo
- Katsuma - batería

## Posicionamiento en listas
| Listas (2009)                            | Mejor posición |
| ---------------------------------------- | -------------- |
| Japón (Billboard Japan Top Albums Sales) | 73             |